# Michela Moioliová
Michela Moioliová (* 17. července 1995 Alzano Lombardo) je italská reprezentantka ve snowboardcrossu, závodnice armádního klubu Gruppo Sportivo Esercito.
Na Evropském olympijském festivalu mládeže 2011 v Liberci obsadila šesté místo, na mistrovství světa juniorů ve snowboardingu získala v letech 2012 a 2013 bronzové medaile. Na Zimních olympijských hrách 2014 postoupila do finále, kde upadla a skončila šestá. Na mistrovství světa ve snowboardingu byla třetí v letech 2015 a 2017, na olympiádě 2018 ve snowboardcrossu zvítězila před Francouzkou Julií Pereirovou de Sousa-Mabileau a Evou Samkovou z České republiky. Vyhrála také dvanáct závodů Světového poháru, v celkové klasifikaci skončila první v letech 2016 a 2018, druhá v roce 2017 a třetí v letech 2013 a 2015.
Pro absenci zraněné Sofie Goggiové na zahajovacím ceremoniálu ZOH 2022 v Pekingu se stala vlajkonoškou italské výpravy.